# Fanny Elizabeth Vining Davenport

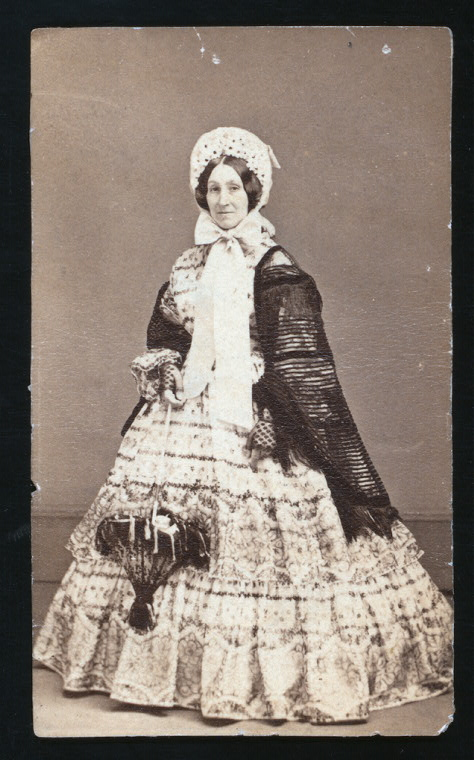
Fanny Elizabeth Vining Davenport

Fanny Elizabeth Vining Davenport (1829 in Bath, Somerset, England – 20. Juli 1891 in Canton, Pennsylvania, USA) war eine englische Bühnenschauspielerin.

## Leben
Ihr Debüt in den USA gab sie am 2. März 1855 und ihren letzten Auftritt hatte sie am 7. April 1890 in der Rolle der Lady Macbeth.
Fanny Elizabeth Vining war die Tochter von Frederick Augustus Vining, dem Manager des Theatre Royal Haymarket und J. Marian Bew. 1849 vermählte sie sich mit Edward Loomis Davenport sen. (1815–1877), Sohn von Asher und Denis (Loomis) Davenport. An Edwards Seite absolvierte Fanny Davenport das Gros ihrer Auftritte. 
Mit ihrem Mann hatte Fanny Davenport fünf Töchter und zwei Söhne, sowie zwei weitere Kinder, die früh verstarben.
- Fanny Davenport (1850–1898)
- Lily Vining Davenport (1853–1878), Opernsängerin
- May Davenport; May Marian Caroline Davenport Seymour (1856–1927), Theaterschauspielerin, Mutter von Anne Seymour
- Florence Cecilia Davenport (1858–1937)
- Blanche Davenport; Blanche Maria Davenport (1861–1937), Stummfilmschauspielerin[1]
- Edgar Loomis Davenport jun. (1862–1918)
- Harry Davenport (1866–1949), Schauspieler und Vater von Dorothy Davenport